# ماكسيم شيروكوف
ماكسيم شيروكوف هو لاعب كرة قدم روسي في مركز الوسط، ولد في 26 مارس 1994 في موسكو في روسيا. لعب مع نادي خيمكي.